# コルツェッティ

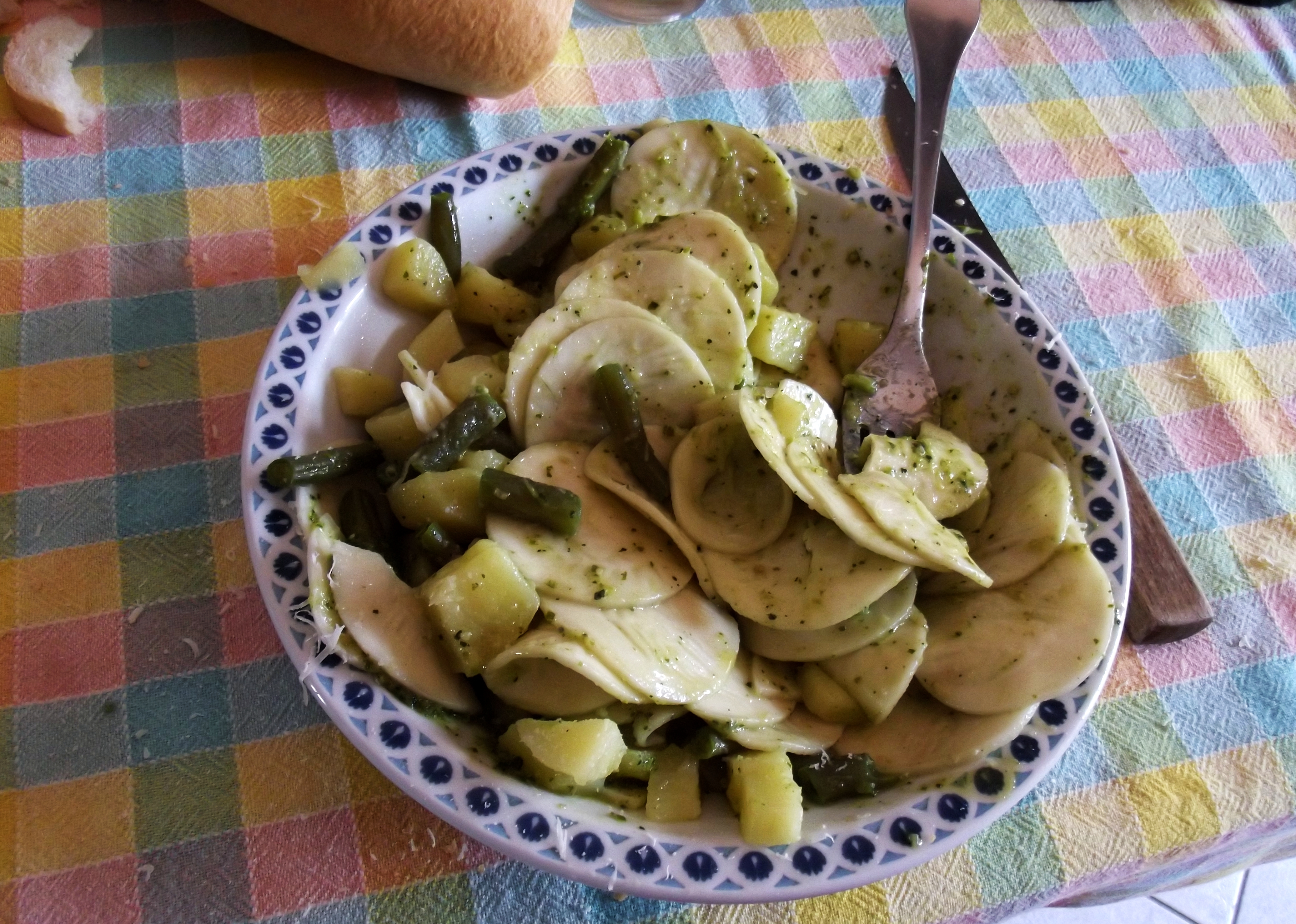
調理されたコルツェッティ（Croxetti al pesto）

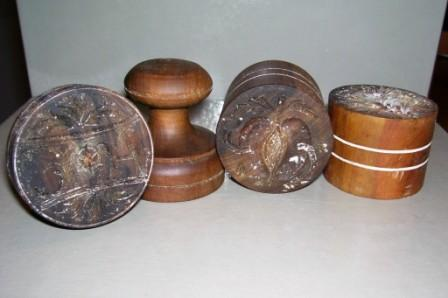
コルツェッティ用木製スタンプの数々

コルツェッティ （伊: Corzetti ） は、直径5cm～7cmほどの平べったい円形のパスタの総称。イタリア北西部リグーリア州が発祥。専用の木製スタンプで紋章などの模様が押されている。この模様はソースなどの味が絡みやすくなる効用がある。